# オーウェン・バガ・フォレスター
オーウェン・バガ・フォレスター（英語:Owen "Bagga" Forrester 、1930年代 - 2009年8月23日）は、ジャマイカ・キングストン市ハーフウェイツリー地区出身の植物学者、治療家、ラスタファリアン。通称ドクター・バガ。

## 略歴
キングストンのジョーンズタウン初級学校・キングストン上級学校（現キングストン中学校）に13歳まで通う。医療に興味を持ったのはこの頃である。セント・エリザベスで電力会社に数年勤務する。その後セント・キャサリン・スライゴビルの丘陵地帯で、6年間植物や薬草について独学研究する。
ラスタファリ運動思想に基づく健康法・治療方法であるシンクロ・バイブルを開発した。キングストン・ハーフウェイツリーの診療所には一日に多くの患者が訪れ、欧米の患者が多かった。研究成果に関して討論するため海外にも相当回数出ている。日本にも1989年以降3回来日した。
2009年8月23日死去。診療所はバガの死後も数名の子供たちにより営まれている。

## 健康法・治療法

### シンクロ・バイブル
シンクロ・バイブルとはアロエエキスと自然塩を調合した飲料である。バガによれば後述のリンパティック・システムを開く役目をするとされる。
水に漬けたアロエを摂り、ハーブと天然の（LIVE FOOD/ライブフード、ITAL FOOD/アイタルフードと呼ばれる）飲食物を摂取することと、バガ独自の呼吸法により、リンパ腺の働きを促進することが出来る。またハーブにより左右の鼻通りもスムーズになる。よって大量の酸素と良質な血液を脳をはじめ体中に送ることが出来るとされる。

### リンパティック・システム
大きく分けて3つあるリンパ腺の働きを促すことで血行を促進し、より豊かな力強い血を体に張り巡らすことが出来る。バガによると現代人の多くは3つのうち真ん中の1つしか使っておらず、左右2つのリンパ腺は使えていないという。
鎖骨下のリンパ腺が上記アロエエキス・シンクロバイブルで刺激されて左右のリンパ腺が正常に働きだす。正常な人の本来あるべき機能を取り戻すことで濃く強い血が隅々まで循環する。病気の部分の代謝を促すことができる。いったん正常に働き出すと、シンクロ・バイブルを摂リ続けることでめったに病気をしない体になる。そして体が浄化され、以前にもまして元気な体と明晰な頭脳を持てる。原始時代の様な丈夫な人間本来の体を取り戻すことが出来る。激しい運動でない限り、さほど息切れしなくなるという。
リンパティック・システムが正常に働くことにより、3つあるリンパ腺が正常に働き、より健康な血が体の隅々まで行き渡る。その結果、デトックス能力を高めることが出来るとされる。

### トンデモ本
監修書である『リンパティック・システムの誕生』が、第14回2005年日本トンデモ本大賞にノミネートされた。同書での西洋医学の常識を無視した内容や独特な人体構造図が紹介されたが、票を集めることはできなかった。

## バガのラスタファリズム
ラスタファリ運動には統一された教義は無いが、ハイレ・セラシエを生き神（ジャー）、またはその化身とする見解が主流である。
しかしバガによれば、ハイレ・セラシエとセラシエより授かったリンパスティック・システムこそがラスタファリ運動である。バガは神=ラスタファリズムだとは信じていない。
旧約聖書の神は宇宙のような存在で、7日で世界を創ったとある。神とは一つであり、セラシエやキリスト、ダビデのような実在した人物ではなく、神とはあくまでも7日で世界を創った存在なのであるから、神=セラシエは成り立たないとする。

## 関連書籍
- ロスクスリー・ビーニー・ゲイル著、オーウェン・バガ・フォレスター監修、鈴木功次郎訳『リンパティック・システムの誕生』THE BIRTH OF THE LYMPHATIC SYSTEM 今日の話題社（2004年） ISBN 4-87565-548-7
- Keita著、内藤忠行撮影『シンクロ・バイブス』SYNCHRO VIBES JICC出版局（1991年） ISBN 4-7966-0056-6